# St Anne's College
Il St Anne's College è uno dei collegi costituenti l'Università di Oxford. Fondato nel 1879 e inizialmente riservato solo alle donne, ammise anche gli uomini dal 1979. È uno dei più grandi collegi della città con più di 800 studenti in totale. Fu costruito nello stesso periodo del Lady Margaret Hall per promuovere l'accesso delle donne all'università: le prime costruzioni sono in stile vittoriano e destinate ad alloggiare gli studenti, mentre la hall del collegio è del 1959.